# Semjon Andrejewitsch Sutschilow
Semjon Andrejewitsch Sutschilow (russisch Семён Андреевич Сучилов, englisch Semen Suchilov; * 26. Oktober 1992 in Kirowski, Rajon Issetskoje, Oblast Tjumen) ist ein ehemaliger russischer Biathlet. Er ist achtfacher russischer Meister und startete 2017 und 2020 zeitweise im Weltcup.

## Sportliche Laufbahn
Seine internationale Karriere startete Semjon Sutschilow erst relativ spät im Alter von 24 Jahren und startete im Winter 2015/16 im IBU-Cup. In vier Einzelrennen klassierte er sich daraufhin unter den besten Zehn, mit der Mixedstaffel ging es sofort aufs Podest. Am Saisonende feierte er in Martell, wieder mit der Mixedstaffel, seinen ersten IBU-Cup-Sieg. Daran schloss er im Dezember 2016 nahtlos an und gewann in derselben Disziplin ein weiteres Rennen. Im Januar 2017 nahm Sutschilow an der Winteruniversiade in Almaty teil und gewann vier Medaillen, darunter Gold in Sprint und Mixedstaffel. 2017/18 lief der Russe ausschließlich auf der zweithöchsten Rennebene und erzielte als bestes Ergebnis einen fünften Rang im Sprint von Uwat. Im Januar 2019 bestritt Sutschilow in Oberhof und Ruhpolding seine ersten Wettkämpfe im Weltcup, die mit den Rängen 95 und 97 allerdings enttäuschend verliefen. Daraufhin lief er für den Rest des Winters wieder im IBU-Cup und wurde als Bestergebnis Fünfter in Martell. Seine zwei letzten Siege feierte er im Januar 2020 in Osrblie, mit dem Sprint konnte er auch ein Einzelrennen für sich entscheiden. Zu Beginn des Winters 2020/21 war der Russe wieder Teil der Weltcupmannschaft und gewann mit einem 35. Platz im Sprint von Kontiolahti zum ersten und einzigen Mal Weltcuppunkte. Nach der zweiten Woche wurde er erneut versetzt, erzielte im Saisonverlauf zwei sechste Plätze in Einzelrennen sowie einen zweiten Rang mit der Männerstaffel in Osrblie. Zum Winter 2021/22 wurde Sutschilow nicht in die Nationalmannschaft aufgenommen und bestritt seither ausschließlich Wettkämpfe auf nationaler Ebene. Im Mai 2023 gab er im Alter von 30 Jahren sein Karriereende bekannt.

## Statistiken

### Weltcupplatzierungen
Die Tabelle zeigt alle Platzierungen (je nach Austragungsjahr einschließlich Olympische Spiele und Weltmeisterschaften).
- 1.–3. Platz: Anzahl der Podiumsplatzierungen
- Top 10: Anzahl der Platzierungen unter den ersten zehn (einschließlich Podium)
- Punkteränge: Anzahl der Platzierungen innerhalb der Punkteränge (einschließlich Podium und Top 10)
- Starts: Anzahl gelaufener Rennen in der jeweiligen Disziplin
- Staffel: inklusive Mixed- und Single-Mixed-Staffeln

| Platzierung | Einzel | Sprint | Verfolgung | Massenstart | Staffel | Gesamt |
| ----------- | ------ | ------ | ---------- | ----------- | ------- | ------ |
| 1. Platz    |        |        |            |             |         |        |
| 2. Platz    |        |        |            |             |         |        |
| 3. Platz    |        |        |            |             |         |        |
| Top 10      |        |        |            |             |         |        |
| Punkteränge |        | 1      |            |             |         | 1      |
| Starts      | 1      | 4      |            |             |         | 5      |

### Weltcupwertungen
Ergebnisse bei Weltcups (Disziplinen- und Gesamtweltcup) gemäß Punktesystem.
| Saison  | Einzel | Einzel | Sprint | Sprint | Verfolgung | Verfolgung | Massenstart | Massenstart | Gesamt | Gesamt |
| Saison  | Platz  | Punkte | Platz  | Punkte | Platz      | Punkte     | Platz       | Punkte      | Platz  | Punkte |
| ------- | ------ | ------ | ------ | ------ | ---------- | ---------- | ----------- | ----------- | ------ | ------ |
| 2020/21 | –      | –      | 79.    | 6      | –          | –          | –           | –           | 90.    | 6      |

### IBU-Cup-Siege
| Nr. | Datum         | Ort     | Disziplin      |
| --- | ------------- | ------- | -------------- |
| 1.  | 13. März 2016 | Martell | Mixedstaffel 1 |
| 2.  | 8. Dez. 2016  | Ridnaun | Mixedstaffel 2 |
| 3.  | 15. Jan. 2020 | Osrblie | Mixedstaffel 3 |
| 4.  | 17. Jan. 2020 | Osrblie | Sprint         |